# Marcel Dupuy

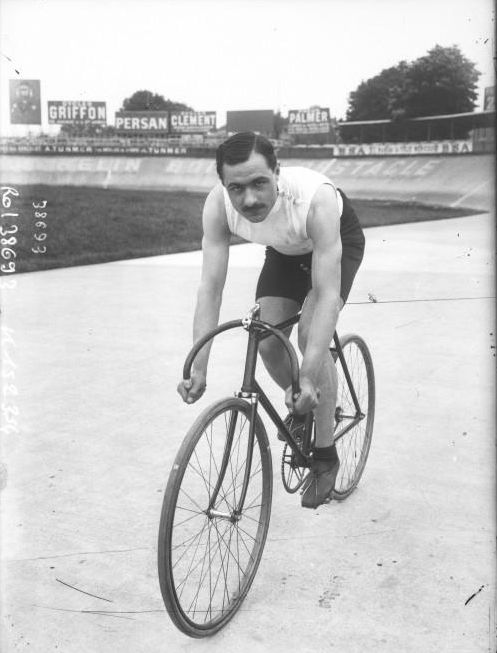
Marcel Dupuy

Marcel Dupuy (* 15. Dezember 1888 in Brive-la-Gaillarde; † 19. Mai 1960 in Achères-la-Forêt) war ein französischer Bahnradsportler.
Marcel Dupuy war Profi-Radrennfahrer von 1910 bis 1924, sein Schwerpunkt lag auf Sprint- sowie auf Sechstagerennen. Nachdem er wegen einer Behinderung am Fuß nicht zum Militärdienst eingezogen worden war, ging er 1916 in die Vereinigten Staaten und gewann schon im selben Jahr das Sechstagerennen von New York mit Oscar Egg. Insgesamt startete er bei 21 Sechstagerennen und gewann 1919 auch das von Brüssel mit Philippe Thys. 1914 war er im Grand Prix Straßburg erfolgreich, 1917 gewann er den Gran Premio della U.V.I. des italienischen Radsportverbandes. 1920 wurde er französischer Meister im Sprint.